# Teverola
 Teverola  község (comune) Olaszország Campania régiójában, Caserta megyében.

## Fekvése
A megye déli részén fekszik, Nápolytól 20  km-re északra, Caserta városától 12 km-re délnyugati irányban. Határai: Aversa, Carinaro, Casaluce, Santa Maria Capua Vetere és Marcianise.

## Története
Első említése a 10. századból származik, amikor San Vincenzo al Volturno-apátság birtoka volt. A következő századokban nemesi birtok volt. A 19. században nyerte el önállóságát, amikor a Nápolyi Királyságban felszámolták a feudalizmust. 1929 és 1946 között a szomszédos Casalucéval együtt alkotott községet Fertilia néven.

## Népessége
A népesség számának alakulása:

## Főbb látnivalói
- Palazzo Carafa
- San Giovanni Evangelista-templom